# Franz Joseph von Morett
Franz Joseph von Morett (* 19. Dezember 1805 in Straubing; † 9. August 1880 in München) war deutscher Jurist und Politiker.
Franz Joseph von Morett absolvierte 1824 das (heutige) Wilhelmsgymnasium München.
Morett war studierter Jurist. Zeitweise war Königlicher Bezirksamtmann zu Weissenburg, später Regierungsrat in Ansbach a.D und Regierungsdirektor.
In der 10. und 11. Wahlperiode (19. – 22. Landtag, 1858–1869) vertrat er den Wahlbezirk Eichstätt in der Bayerischen Abgeordnetenkammer.